# 5 janvier 1941
Le dimanche 5 janvier 1941 est le 5e jour de l'année 1941.

## Naissances
- Ahmed Mekki, homme politique égyptien
- Chuck McKinley (mort le 10 août 1986), joueur de tennis américain
- Ekkehart Rautenstrauch (mort le 3 janvier 2012), artiste allemand
- Hayao Miyazaki, animateur et réalisateur de film d'animation japonais, mangaka et cofondateur du studio Ghibli
- Mansoor Ali Khan Pataudi (mort le 22 septembre 2011), joueur de cricket indien
- Roger Langlais (mort le 10 septembre 2018), peintre français

## Décès
- Amy Johnson (née le 1 juillet 1903), aviatrice britannique
- Charles Lancelin (né le 4 janvier 1852), auteur de théâtre et parapsychologue français
- Paul-Louis-Joseph Lequien (né le 4 septembre 1872), évêque catholique

## Événements
- Fin de la bataille de Bardia